# 日野資愛
日野資愛（ひの すけなる、安永9年（1780年）11月22日 - 弘化3年（1846年）3月2日）は、江戸時代後期の公卿、文人。字は子博、号は南洞、儀同。
詩文や和歌に秀で、儒学を皆川淇園に学び、『日本外史』に序文を描き、佐藤一斎、梁川星巌、頼山陽らと親交を持った。

## 官歴
- 天明2年（1782年）：従五位下
- 寛政4年（1792年）：従五位上
- 寛政6年（1794年）：正五位下、侍従
- 寛政11年（1799年）：中宮権大進、蔵人、右衛門権佐、正五位上
- 享和2年（1802年）：中宮大進
- 文化元年（1804年）：左少弁、右中弁、神宮弁
- 文化2年（1805年）：蔵人頭、正四位下
- 文化3年（1806年）：正四位上
- 文化6年（1809年）：春宮亮、右大弁
- 文化7年（1810年）：参議、左大弁、従三位
- 文化8年（1811年）：右衛門督、検非違使別当
- 文化9年（1812年）：踏歌節会外弁、権中納言
- 文化10年（1813年）：正三位
- 文化11年（1814年）：賀茂伝奏
- 文化13年（1816年）：従二位
- 文政2年（1819年）：正二位
- 文政3年（1820年）：権大納言
- 天保7年（1836年）：武家伝奏
- 弘化2年（1845年）：従一位、准大臣

## 系譜
- 父：日野資矩
- 弟：大宮良季
- 養子：日野資宗（広橋胤定の子）